# Pseudantechinus bilarni
El díbler septentrional o falso antequino de Bilarn (Pseudantechinus bilarni) es una especie de marsupial dasiuromorfo de la familia Dasyuridae endémica de Australia.

## Hábitat y distribución
Terrenos rocosos y pedregosos en bosques de ecualiptos y cubierta herbácea perenne de la región de Oenpelli, en el Territorio del Norte (Australia).

## Características
Pesa 12-44 g y mide 6-10 cm más 8-12 cm de cola. El cuerpo está cubierto de pelo pardo grisáceo en el dorso y gris claro en la región ventral. Son características las manchas color canela que presenta detrás de las largas orejas. La cola es larga y delgada, más que el tronco y la cabeza juntos.

## Dieta
Mayoritariamente insectívoro.

## Biología de la reproducción
El periodo de celo va de finales de junio a principios de julio. La camada es de 4-5 crías.